# UCI WorldTour Feminino de 2016
O UCI WorldTour Feminino 2016 foi a primeira edição do máximo calendário ciclista feminino a nível mundial.
O calendário teve 17 carreiras e começou a 5 de março com a disputa do Strade Bianche finalizando a 11 de setembro com a Madri Challenge by la Vuelta.
Os ganhadoras finais foram Megan Guarnier, Boels-Dolmans (ao ganhar alguma de suas corredoras 10 das 17 provas puntuables) e Katarzyna Niewiadoma, na classificação individual, por equipas e sub-23 respectivamente.

## Equipas
As equipas femininas pertencem a uma única divisão. No entanto, estão divididos em hierarquias segundo o seu potencial que lhes ajuda a obter convites às carreiras mais importantes. Neste caso as 15 primeiras equipas obtêm convite a todas as carreiras deste circuito, os 5 seguintes só às carreiras de um dia, enquanto o resto não têm convite assegurado. Não obstante, as equipas podem renunciar a ela pelo que é provável que em todas as carreiras tenha equipas participantes fora dos 20 ou 15 primeiras sem convite assegurado já que a carreira lhes outorgou convite "extra" fora das obrigatórias. Também podem participar selecções nacionais mas sem convite assegurado, estes ao igual que todas as equipas têm direito a pontuação.

### Resto de equipas (20)
| Código UCI | Equipa                                          | Nº de carreiras do UCI WorldTour nas que têm participado |
| ---------- | ----------------------------------------------- | -------------------------------------------------------- |
| VAI        | Aromitalia Vaiano                               | 4                                                        |
| BPD        | Bizkaia-Durango                                 | 5                                                        |
| CVB        | Colavita-Bianchi                                | 1                                                        |
| GPC        | China Chongming-Liv-Champion System Pro Cycling | 1                                                        |
| DRP        | Drops Cycling Team                              | 5                                                        |
| HBS        | Hagens Berman-Supermint                         | 4                                                        |
| ISG        | INPA-Bianchi                                    | 5                                                        |
| LAW        | Lares-Waowdeals Women Cycling Team              | 5                                                        |
| LTK        | Lointek                                         | 5                                                        |
| POA        | Podium Ambition Pro Cycling p/b Clube La Santa  | 3                                                        |
| RLW        | Rally Cycling                                   | 3                                                        |
| MIC        | S.C. Michela Fanini-Rox                         | 4                                                        |
| SEF        | Servetto-Footon                                 | 6                                                        |
| BMS        | Team BMS-BIRN                                   | 1                                                        |
| TOG        | Top Girls Fassa Bortolo                         | 4                                                        |
| T16        | TWENTY16-Ridebiker                              | 5                                                        |
| VDD        | Visit Dallas-DNA                                | 2                                                        |
| NOE        | Vitalogic Astrokalb Radunion Nö                 | 0                                                        |
| SLP        | Weber Shimano Ladies Power                      | 4                                                        |
| XIR        | Xirayas de San Luis                             | 1                                                        |

### Selecções nacionais (27)
- Incluem-se as selecções nacionais que obtiveram convite em alguma dessas carreiras em 2015 ou 2016, incluindo os 5 primeiros países do ranking provisório publicado em janeiro.[1]

| Selecção                    | Nº de carreiras do UCI WorldTour nas que têm participado |
| --------------------------- | -------------------------------------------------------- |
| Selecção da Alemanha        | 0                                                        |
| Selecção da Austrália       | 2                                                        |
| Selecção do Canadá          | 0                                                        |
| Selecção da China           | 1                                                        |
| Selecção da Colômbia        | 1                                                        |
| Selecção da Coreia do Sul   | 1                                                        |
| Selecção da Dinamarca       | 0                                                        |
| Selecção da Espanha         | 1                                                        |
| Selecção dos Estados Unidos | 1                                                        |
| Selecção da Finlândia       | 1                                                        |
| Selecção da França          | 5                                                        |
| Selecção de Hong Kong       | 1                                                        |
| Selecção de Indonésia       | 0                                                        |
| Selecção da Itália          | 0                                                        |
| Selecção do Japão           | 1                                                        |
| Selecção do México          | 1                                                        |
| Selecção da Noruega         | 1                                                        |
| Selecção dos Países Baixos  | 0                                                        |
| Selecção da Polónia         | 0                                                        |
| Selecção de Portugal        | 0                                                        |
| Selecção do Reino Unido     | 2                                                        |
| Selecção da Rússia          | 1                                                        |
| Selecção da Suécia          | 0                                                        |
| Selecção da África do Sul   | 0                                                        |
| Selecção da Suíça           | 1                                                        |
| Selecção da Tailândia       | 1                                                        |
| Selecção de Taipé           | 1                                                        |

## Carreiras (17)
| Data           | Carreira                                 | Vencedora            | Equipa da vencedora |
| -------------- | ---------------------------------------- | -------------------- | ------------------- |
| 5 de março     | Strade Bianche                           | Elizabeth Armitstead | Boels Dolmans       |
| 12 de março    | Tour de Drenthe                          | Chantal Blaak        | Boels Dolmans       |
| 20 de março    | Troféu Alfredo Binda-Comune di Cittiglio | Elizabeth Armitstead | Boels Dolmans       |
| 27 de março    | Gante-Wevelgem                           | Chantal Blaak        | Boels Dolmans       |
| 3 de abril     | Volta à Flandres                         | Elizabeth Armitstead | Boels Dolmans       |
| 20 de abril    | Flecha Valona Feminina                   | Anna van der Breggen | Rabo Liv            |
| 6-8 de maio    | Tour da Ilha de Chongming                | Chloe Hosking        | Wiggle High5        |
| 19-22 de maio  | Volta à Califórnia                       | Megan Guarnier       | Boels Dolmans       |
| 5 de junho     | Parx Casino Philly Cycling Classic       | Megan Guarnier       | Boels Dolmans       |
| 15-19 de junho | The Women's Tour                         | Elizabeth Armitstead | Boels Dolmans       |
| 1-10 de julho  | Giro d'Italia Feminino                   | Megan Guarnier       | Boels Dolmans       |
| 24 de julho    | La Course by Le Tour de France           | Chloe Hosking        | Wiggle High5        |
| 30 de julho    | RideLondon Classique                     | Kirsten Wild         | Hitec Products      |
| 19 de agosto   | Open de Suède Vargarda TTT               | Boels Dolmans        | Boels Dolmans       |
| 21 de agosto   | Open de Suède Vargarda                   | Emilia Fahlin        | Alé Cipollini       |
| 27 de agosto   | Grande Prêmio de Plouay-Bretaña          | Eugenia Bujak        | BTC City Ljubljana  |
| 11 de setembro | Madri Challenge by la Vuelta             | Jolien D'Hoore       | Wiggle High5        |

## Detalhe de equipas/selecções por carreira
| Equipa                              | SB | DRE | AB-CC | GW | FLA | FV | CHO | CAL | PCP | WT | ITA | COU | LON | OSV | OSV-TTT | PLO-B | MAD | Total |
| ----------------------------------- | -- | --- | ----- | -- | --- | -- | --- | --- | --- | -- | --- | --- | --- | --- | ------- | ----- | --- | ----- |
| Astana                              |    |     |       |    |     |    |     |     |     |    |     |     |     |     |         |       |     | 12    |
| BePink                              |    |     |       |    |     |    |     |     |     |    |     |     |     |     |         |       |     | 15    |
| Boels Dolmans                       |    |     |       |    |     |    |     |     |     |    |     |     |     |     |         |       |     | 15    |
| BTC City Ljubljana                  |    |     |       |    |     |    |     |     |     |    |     |     |     |     |         |       |     | 16    |
| Canyon-SRAM                         |    |     |       |    |     |    |     |     |     |    |     |     |     |     |         |       |     | 15    |
| Cervélo-Bigla                       |    |     |       |    |     |    |     |     |     |    |     |     |     |     |         |       |     | 13    |
| Cylance                             |    |     |       |    |     |    |     |     |     |    |     |     |     |     |         |       |     | 17    |
| Hitec Products-UCK                  |    |     |       |    |     |    |     |     |     |    |     |     |     |     |         |       |     | 15    |
| Orica-AIS                           |    |     |       |    |     |    |     |     |     |    |     |     |     |     |         |       |     | 11    |
| Poitou-charentes.futuroscope.86     |    |     |       |    |     |    |     |     |     |    |     |     |     |     |         |       |     | 13    |
| Rabo Liv Women                      |    |     |       |    |     |    |     |     |     |    |     |     |     |     |         |       |     | 14    |
| Liv-Plantur                         |    |     |       |    |     |    |     |     |     |    |     |     |     |     |         |       |     | 14    |
| TIBCO-Sillicon Valley Bank          |    |     |       |    |     |    |     |     |     |    |     |     |     |     |         |       |     | 10    |
| UnitedHealthcare                    |    |     |       |    |     |    |     |     |     |    |     |     |     |     |         |       |     | 8     |
| Wiggle High5                        |    |     |       |    |     |    |     |     |     |    |     |     |     |     |         |       |     | 17    |
| Alé Cipollini                       |    |     |       |    |     |    |     |     |     |    |     |     |     |     |         |       |     | 16    |
| Lensworld.eu-Zannata                |    |     |       |    |     |    |     |     |     |    |     |     |     |     |         |       |     | 13    |
| Lotto Soudal Ladies                 |    |     |       |    |     |    |     |     |     |    |     |     |     |     |         |       |     | 10    |
| Parkhotel Valkenburg Continental    |    |     |       |    |     |    |     |     |     |    |     |     |     |     |         |       |     | 14    |
| Topsport Vlaanderen-Etixx           |    |     |       |    |     |    |     |     |     |    |     |     |     |     |         |       |     | 8     |
| Aromitalia-Vaiano                   |    |     |       |    |     |    |     |     |     |    |     |     |     |     |         |       |     | 4     |
| INPA-Bianchi                        |    |     |       |    |     |    |     |     |     |    |     |     |     |     |         |       |     | 5     |
| S.C. Michela Fanini-Rox             |    |     |       |    |     |    |     |     |     |    |     |     |     |     |         |       |     | 4     |
| Servetto-Footon                     |    |     |       |    |     |    |     |     |     |    |     |     |     |     |         |       |     | 6     |
| Top Girls Fassa Bortolo             |    |     |       |    |     |    |     |     |     |    |     |     |     |     |         |       |     | 5     |
| Lares-Waowdeals                     |    |     |       |    |     |    |     |     |     |    |     |     |     |     |         |       |     | 5     |
| TWENTY16-Ridebiker                  |    |     |       |    |     |    |     |     |     |    |     |     |     |     |         |       |     | 5     |
| Selecção da França                  |    |     |       |    |     |    |     |     |     |    |     |     |     |     |         |       |     | 5     |
| Selecção da Suíça                   |    |     |       |    |     |    |     |     |     |    |     |     |     |     |         |       |     | 1     |
| Bizkaia-Durango                     |    |     |       |    |     |    |     |     |     |    |     |     |     |     |         |       |     | 5     |
| Selecção da Austrália               |    |     |       |    |     |    |     |     |     |    |     |     |     |     |         |       |     | 2     |
| Lointek                             |    |     |       |    |     |    |     |     |     |    |     |     |     |     |         |       |     | 5     |
| Podium Ambition                     |    |     |       |    |     |    |     |     |     |    |     |     |     |     |         |       |     | 3     |
| BMS BIRN                            |    |     |       |    |     |    |     |     |     |    |     |     |     |     |         |       |     | 3     |
| Drops                               |    |     |       |    |     |    |     |     |     |    |     |     |     |     |         |       |     | 5     |
| China Chongming-Liv-Champion System |    |     |       |    |     |    |     |     |     |    |     |     |     |     |         |       |     | 1     |
| Selecção de Taipéi                  |    |     |       |    |     |    |     |     |     |    |     |     |     |     |         |       |     | 1     |
| Selecção da Rússia                  |    |     |       |    |     |    |     |     |     |    |     |     |     |     |         |       |     | 1     |
| Selecção da China                   |    |     |       |    |     |    |     |     |     |    |     |     |     |     |         |       |     | 1     |
| Selecção da Coreia do Sul           |    |     |       |    |     |    |     |     |     |    |     |     |     |     |         |       |     | 1     |
| Selecção da Tailândia               |    |     |       |    |     |    |     |     |     |    |     |     |     |     |         |       |     | 1     |
| Colavita-Bianchi                    |    |     |       |    |     |    |     |     |     |    |     |     |     |     |         |       |     | 2     |
| Hagens Berman-Supermint             |    |     |       |    |     |    |     |     |     |    |     |     |     |     |         |       |     | 3     |
| Rally                               |    |     |       |    |     |    |     |     |     |    |     |     |     |     |         |       |     | 3     |
| Visit Dallas-DNA                    |    |     |       |    |     |    |     |     |     |    |     |     |     |     |         |       |     | 2     |
| Weber Shimano Ladies Power          |    |     |       |    |     |    |     |     |     |    |     |     |     |     |         |       |     | 4     |
| Selecção dos Estados Unidos         |    |     |       |    |     |    |     |     |     |    |     |     |     |     |         |       |     | 1     |
| Selecção do México                  |    |     |       |    |     |    |     |     |     |    |     |     |     |     |         |       |     | 1     |
| Selecção da Colômbia                |    |     |       |    |     |    |     |     |     |    |     |     |     |     |         |       |     | 1     |
| Selecção do Reino Unido             |    |     |       |    |     |    |     |     |     |    |     |     |     |     |         |       |     | 2     |
| Xirayas de San Luis                 |    |     |       |    |     |    |     |     |     |    |     |     |     |     |         |       |     | 1     |
| Selecção da Finlândia               |    |     |       |    |     |    |     |     |     |    |     |     |     |     |         |       |     | 2     |
| Selecção da Noruega                 |    |     |       |    |     |    |     |     |     |    |     |     |     |     |         |       |     | 2     |
| Selecção do Japão                   |    |     |       |    |     |    |     |     |     |    |     |     |     |     |         |       |     | 1     |
| Selecção da Espanha                 |    |     |       |    |     |    |     |     |     |    |     |     |     |     |         |       |     | 1     |
| Vitalogic Astrokalb Radunion Nö     |    |     |       |    |     |    |     |     |     |    |     |     |     |     |         |       |     | 0     |
| Convites outorgados                 | 24 | 22  | 28    | 24 | 30  | 25 | 18  | 18  | 19  | 16 | 23  | 21  | 21  | 16  | 16      | 22    | 18  |       |

- equipa/selecção convidado que participou.
- equipa/selecção convidado que recusou seu convite.

## Classificações finais

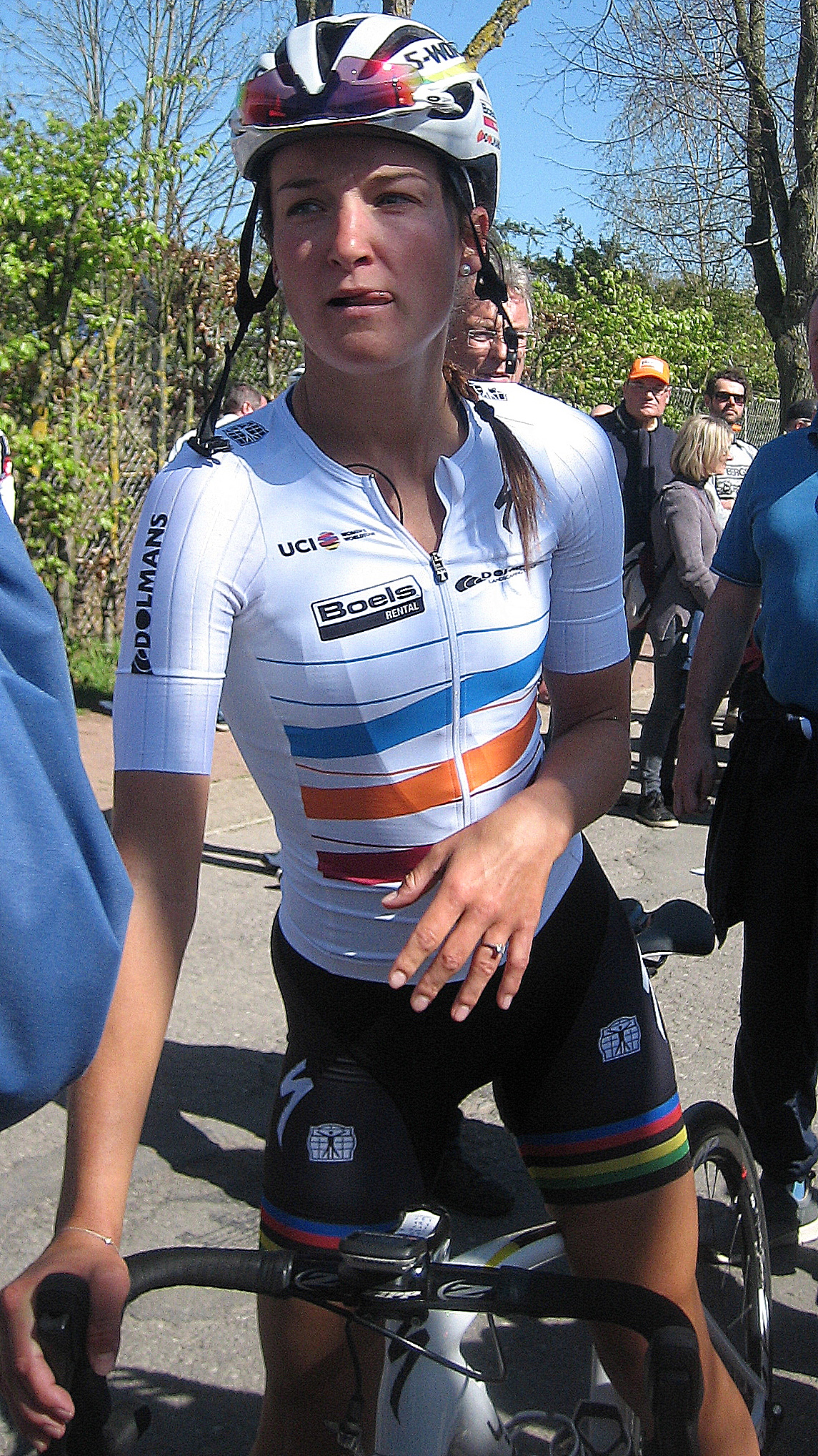
Elizabeth Armitstead com o maillot de líder

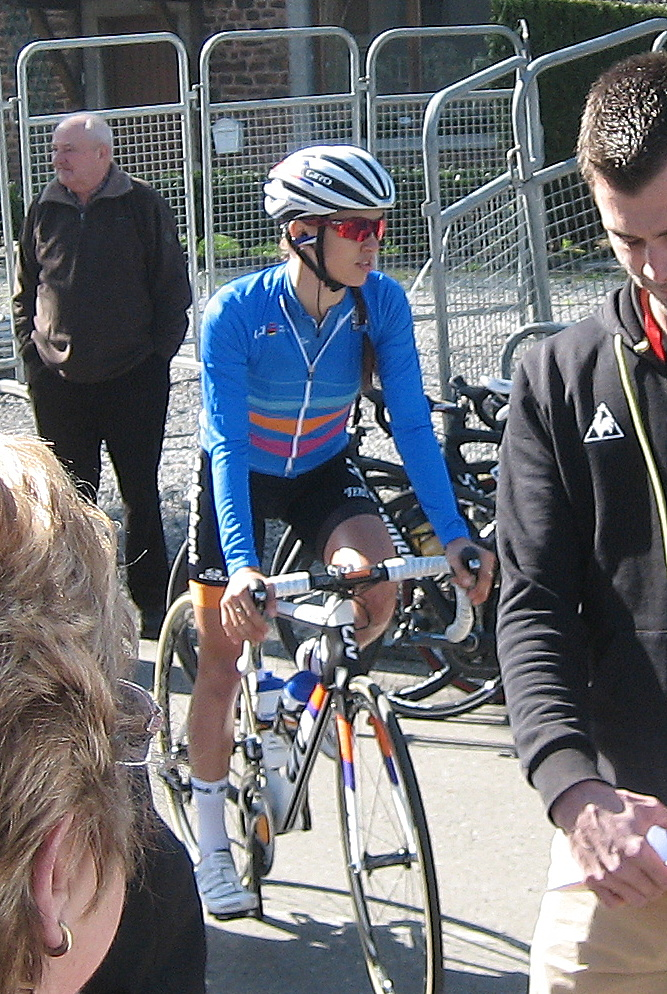
Katarzyna Niewiadoma com o maillot de líder sub-23

Estas foram as classificações finais:
Nota: ver Barómetros de pontuação

### Classificação individual
| Posição | Corredora            | Equipa        | Pontos |
| ------- | -------------------- | ------------- | ------ |
| 1.º     | Megan Guarnier       | Boels Dolmans | 624    |
| 2.º     | Leah Kirchmann       | Liv-Plantur   | 624    |
| 3.º     | Elizabeth Armitstead | Boels Dolmans | 545    |
| 4.º     | Chantal Blaak        | Boels Dolmans | 541    |
| 5.º     | Elisa Longo Borghini | Wiggle High5  | 523    |
| 6.º     | Evelyn Stevens       | Boels Dolmans | 519    |
| 7.º     | Anna van der Breggen | Rabo Liv      | 492    |
| 8.º     | Emma Johansson       | Wiggle High5  | 463    |
| 9.º     | Chloe Hosking        | Wiggle High5  | 450    |
| 10.º    | Marianne Vos         | Rabo Liv      | 442    |

| 11.º | Katarzyna Niewiadoma      | Rabo Liv                        | 421 |
| 12.º | Alena Amialiusik          | Canyon-SRAM                     | 288 |
| 13.º | Maria Giulia Confalonieri | Lensworld-Zannata               | 286 |
| 14.º | Lotta Lepistö             | Cervélo-Bigla                   | 279 |
| 15.º | Amy Pieters               | Wiggle High5                    | 265 |
| 16.º | Maria Bastianelli         | Alé Cipollini                   | 249 |
| 17.º | Eugenia Bujak             | BTC City Ljubljana              | 245 |
| 18.º | Joëlle Numainville        | Cervélo Bigla                   | 241 |
| 19.º | Carmen Small              | Cervélo Bigla Cylance           | 240 |
| 20.º | Roxane Fournier           | Poitou-charentes.futuroscope.86 | 234 |

- Total de corredoras com pontuação: 163
- Desmembre de pontos por corredor: Detalhe de pontos ganhados

### Classificação por equipas
Esta classificação calcula-se somando os pontos das quatro melhores corredoras da cada equipa ou selecção na cada carreira. As equipas com o mesmo número de pontos classificam-se de acordo a seu corredora melhor classificada.
| Posição | Equipa        | Pontos |
| ------- | ------------- | ------ |
| 1.º     | Boels Dolmans | 2894   |
| 2.º     | Wiggle High5  | 2245   |
| 3.º     | Rabo Liv      | 1853   |
| 4.º     | Canyon-SRAM   | 1031   |
| 5.º     | Liv-Plantur   | 840    |

- Total de equipas com pontuação: 38

### Classificação sub-23
| Posição | Corredora            | Equipa               | Pontos |
| ------- | -------------------- | -------------------- | ------ |
| 1.º     | Katarzyna Niewiadoma | Rabo Liv             | 36     |
| 2.º     | Floortje Mackaij     | Liv-Plantur          | 18     |
| 3.º     | Sheyla Gutiérrez     | Cylance              | 18     |
| 4.º     | Jip van den Bos      | Parkhotel Valkenburg | 14     |
| 5.º     | Lotte Kopecky        | Lotto Soudal Ladies  | 12     |

- Total de corredoras com pontuação: 26

## Progresso das classificações
| Carreira (Vencedora)                                            | Classificação individual | Classificação por equipas | Classificação sub-23 |
| --------------------------------------------------------------- | ------------------------ | ------------------------- | -------------------- |
| Strade Bianche (Elizabeth Armitstead)                           | Elizabeth Armitstead     | Rabo Liv                  | Katarzyna Niewiadoma |
| Tour de Drenthe (Chantal Blaak)                                 | Anna van der Breggen     | Boels Dolmans             | Floortje Mackaij     |
| Troféu Alfredo Binda-Comune di Cittiglio (Elizabeth Armitstead) | Elizabeth Armitstead     | Boels Dolmans             | Katarzyna Niewiadoma |
| Gante-Wevelgem (Chantal Blaak)                                  | Chantal Blaak            | Boels Dolmans             | Floortje Mackaij     |
| Volta à Flandres (Elizabeth Armitstead)                         | Elizabeth Armitstead     | Boels Dolmans             | Katarzyna Niewiadoma |
| Flecha Valona Feminina (Anna van der Breggen)                   | Elizabeth Armitstead     | Boels Dolmans             | Katarzyna Niewiadoma |
| Tour da Ilha de Chongming (Chloe Hosking)                       | Elizabeth Armitstead     | Boels Dolmans             | Katarzyna Niewiadoma |
| Volta à Califórnia (Megan Guarnier)                             | Megan Guarnier           | Boels Dolmans             | Katarzyna Niewiadoma |
| Parx Casino Philly Cycling Classic (Megan Guarnier)             | Megan Guarnier           | Boels Dolmans             | Katarzyna Niewiadoma |
| The Women's Tour (Elizabeth Armitstead)                         | Megan Guarnier           | Boels Dolmans             | Katarzyna Niewiadoma |
| Giro d'Italia Feminino (Megan Guarnier)                         | Megan Guarnier           | Boels Dolmans             | Katarzyna Niewiadoma |
| La Course by Le Tour de France (Chloe Hosking)                  | Megan Guarnier           | Boels Dolmans             | Katarzyna Niewiadoma |
| RideLondon Classique (Kirsten Wild)                             | Megan Guarnier           | Boels Dolmans             | Katarzyna Niewiadoma |
| Open de Suède Vargarda TTT (Boels Dolmans)                      | Megan Guarnier           | Boels Dolmans             | Katarzyna Niewiadoma |
| Open de Suède Vargarda (Emilia Fahlin)                          | Megan Guarnier           | Boels Dolmans             | Katarzyna Niewiadoma |
| Grande Prêmio de Plouay-Bretaña (Eugenia Bujak)                 | Megan Guarnier           | Boels Dolmans             | Katarzyna Niewiadoma |
| Madri Challenge by la Vuelta (Jolien D'Hoore)                   | Megan Guarnier           | Boels Dolmans             | Katarzyna Niewiadoma |
| Final                                                           | Megan Guarnier           | Boels Dolmans             | Katarzyna Niewiadoma |